# SugarCrash!
SugarCrash! (рус. Сахарный недостаток) — песня канадского музыканта ElyOtto. Выпущена 25 августа 2020 года сначала вне лейбла, 17 марта 2021 года была перевыпущена на лейбле Otto Dynamite, принадлежащем RCA Records.

## История
Композиция была написана в компьютерной версии GarageBand путём тестирования новых звуков на компьютере Эллиота. После завершения проект был заброшен на несколько месяцев. 25 августа 2020 года состоялся выход песни.
ElyOtto изначально просто выпустил песню в своём TikTok-аккаунте с просьбой к фанатам послушать его новую композицию, тогда он надеялся хотя бы на 100 прослушиваний.
Трек начал становиться популярным после видео в TikTok, загруженного пользователем Ником Лучиано 24 февраля 2021 года. По данным на 3 июня 2021 года видео набрало 268 миллионов просмотров.

## Видеоклип
Видеоклип вышел на YouTube-канале Эллиота 5 мая 2021 года.

## Коммерческий успех
Песня дебютировала на 30 месте в Billboard Hot Rock & Alternative Songs. По данным на 13 марта 2021 года трек занял 139 место в Billboard Global 200. Максимально песня заняла 11 место в Billboard Hot Rock Songs, 23 место в Billboard Bubbling Under Hot 100 и 59 место в UK Top 75.

## Ремикс
Ремикс при участии Ким Петрас и Кёртис Уотерс вышел 23 апреля 2021 года.

## Чарты
| Чарт                                          | Высшая позиция |
| --------------------------------------------- | -------------- |
| Австрия (Ö3 Austria Top 40)                   | 53             |
| Великобритания (UK Independent Singles Chart) | 11             |
| Великобритания (UK Singles Chart)             | 59             |
| Мир (Billboard Global 200)                    | 139            |
| США (Billboard Bubbling Under Hot 100)        | 23             |
| США (Billboard Hot Alternative Songs)         | 10             |
| США (Billboard Hot Rock Songs)                | 11             |